# Bihartorda
Bihartorda là một thị trấn thuộc hạt Hajdú-Bihar, Hungary. Thị trấn này có diện tích 22,38 km², dân số năm 2010 là 913 người, mật độ 41 người/km².